# 니키 한

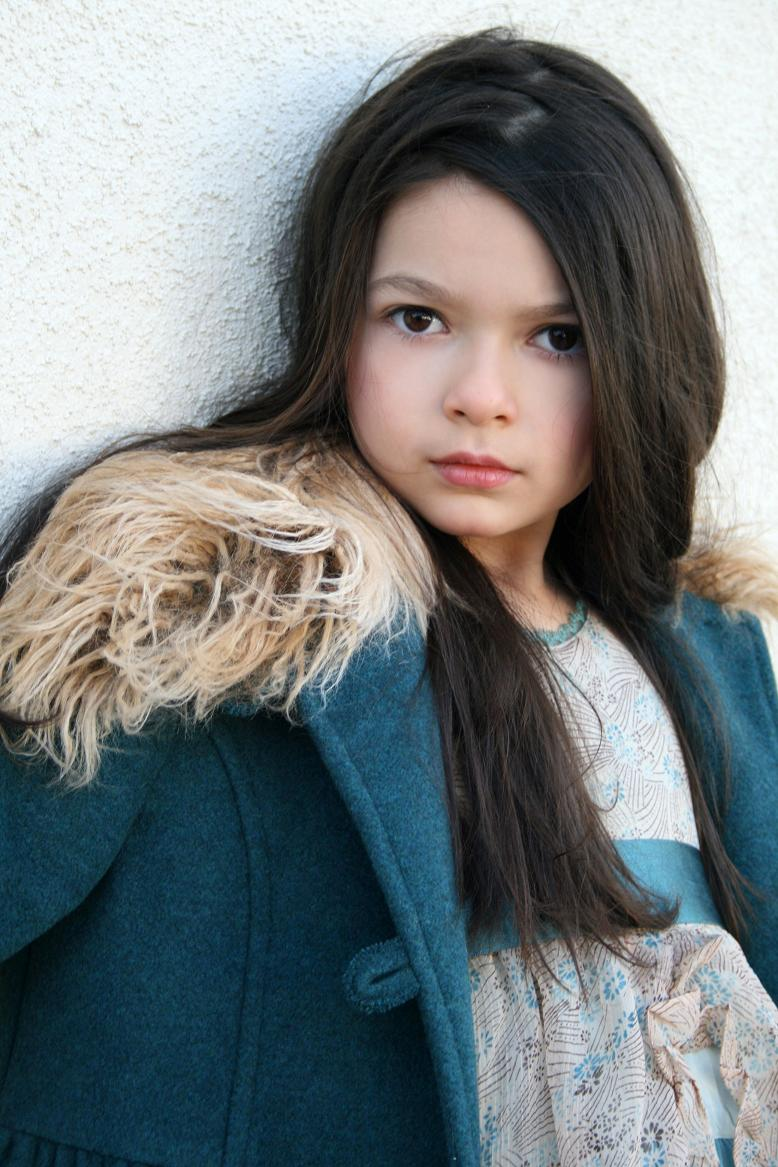

니키 한(Nikki Hahn, 2002년 11월 13일 ~ )은 미국의 배우이다.
샌안토니오에서 태어났다.

## 영화
- 라이딩 79 (2016년)
- 스케일스: 머메이즈 얼 리얼 (2016년)
- 어드벤처 인 베이비시팅 (2016년)
- The Hero Pose (2014) - 단편
- 더 위자드 리턴: 알렉스 vs. 알렉스 (2013년)
- 더 시크릿 라이브스 오브 독크스 (2013년)
- 위 해브 유어 허즈밴드 (2011년)